# Темкин-Ростовский, Юрий Иванович
Князь Юрий Иванович Темкин-Ростовский (ум. 1561) — русский военный и государственный деятель, воевода, наместник и боярин во времена правления Василия III Ивановича и Ивана IV Васильевича Грозного.
Из княжеского рода Тёмкины-Ростовские. Второй сын воеводы князя Ивана Ивановича Темки-Ростовского, погибшего в битве при Орше в 1514 году. Братья — князья Григорий, Василий и Семён Ивановичи.

## Биография

### Служба Василию III
В 1530 году участвовал в военном походе русского войска под командованием князя Ивана Фёдоровича Бельского и Михаила Львовича Глинского на Казанское ханство. Главные воеводы отправили князя Ю. И. Темкина из-под Казани к великому князю московскому Василию III Ивановичу с сеунчем о разгроме крымских татар и черемис. В том же году отправлен великим князем московским Василием III в Новгород и Псков с объявлением о рождении наследника престола — Ивана (будущего Ивана Грозного).
В 1531 году, будучи первым воеводой большого полка в Галиче, сражался с казанскими татарами, подступившему к городу. В 1532 году был первым воеводой в Чухломе, откуда выступил в погоню за казанцами, совершавшими систематические набеги на восточные владения Московского княжества. В том же году первый воевода в Белом Колодезе под Коломной, затем был первым «приставом» при казанском хане Шигалее в Нижнем Новгороде. В 1533 году — второй воевода в Путивле, а затем в Новгород-Северском.

### Служба Ивану Грозному
В 1534 году князь Юрий Иванович Темкин-Ростовский служил первым воеводой в Туле «за городом». В том же году был первым воеводой большого полка в бою с казанскими татарами на Унже. В 1535 году — первый воевода сторожевого полка в Брянске, а затем первый воевода передового полка по «стародубским вестям». В 1536 году назначен первым воеводой в Нижнем Новгороде «за городом», затем был первым воеводой передового полка при приближении казанских татар и в погоне за ними до Долгова острова. В 1537 году вновь был назначен первым воеводой в Нижнем Новгороде, стоял за городом.
В 1541 году князь Юрий Иванович Темкин-Ростовский был первым воеводой сторожевого полка в походе на Казань, затем участвовал в отражении нападения крымского хана Сахиб Герая на южнорусские владения. Ю. И. Темкин-Ростовский был назначен первым воеводой сторожевого полка для защиты южных рубежей от нападения крымцев, стоял вначале в Рославле, а потом на р. Ока. 1 августа крымский хан Сахиб Герай с ордой попытался переправиться через Оку, но московские воеводы, в том числе и князь Юрий Иванович, не дали татарам переправиться на другой берег реки, преследовали и заставили их покинуть южнорусские владения.
В 1542 году был первым воеводой большого полка в Алексине. В том же году служил воеводой в Серпухове, откуда, соединясь с другими воеводами, двинулся против крымских татар, напавших на рязанские и зарайские «места». Московские воеводы догнали крымцев на р. Дон и разбили их на Куликовом поле, гнали до р. Мечи и захватили много пленных.
В 1543 году князь Юрий Иванович Темкин-Ростовский, сторонник партии Шуйских, попал в опалу и был отправлен в ссылку, но вскоре был возвращен в Москву. В дальнейшем, несмотря на свою ратную службу, продолжал принимать участие в борьбе дворцовых партий за власть и влияние на молодого великого князя Ивана Грозного. 1 марта 1544 года был назначен первым воеводой седьмого ертаульного полка в походе на Казанское ханство.
В 1547 году князь Юрий Иванович Темкин-Ростовский был одним из главных подстрекателей народа к Московскому восстанию против господства князей Глинских, которые были обвинены в волшебстве и объявлены виновниками бедствий, постигших Москву в феврале и июне того же года. Князья Юрий Темкин и Фёдор Скопин-Шуйский, лидеры партии Шуйских и главные советники казненного в 1543 году боярина князя Андрея Васильевича Шуйского, относились враждебно к князьями Михаилу и Юрию Глинским, захватившим власть при молодом царе. Князья Юрий Темкин и Фёдор Скопин-Шуйский заключили союз с царским духовником Фёдором Барминым и дядей царицы Григорием Юрьевичем Захарьиным, враждовавшими с Глинскими. 26 июня 1547 года после сильного пожара в столице москвичи подняли восстание, ворвались в Успенский собор и умертвили князя Юрия Васильевича Глинского вместе с его свитой. После мятежа князь Ю. И. Темкин-Ростовский был отправлен в ссылку. В 1549 году был возвращен из ссылки в Москву и пожалован в бояре. В том же году назначен вначале вторым, а затем первым воеводой передового полка в Коломне, где местничал с князем Ю. М. Булгаковым-Голицыным.
В 1550 году во время второго царского похода на Казань был первым воеводой полка правой руки вначале в Коломне, а потом в Нижнем Новгороде. В 1551 году — воевода большого полка в Калуге. В 1552 году назначен первым воеводой в Смоленске. В 1553 году отправлен первым из Казани в Кадом. В 1554 году — первый воевода сторожевого полка в Коломне. В 1555 году — первый воевода сторожевого полка, сначала у Николы Зарайского, а с июня в Коломне, откуда ходил с полком против крымских татар, напавших на Тулу. В 1556 году был первым воеводой полка левой руки в Калуге, а затем — первый воевода сторожевого полка в Серпухове и Усть-Лопасне. В 1557 году — наместник и первый воевода в Смоленске. В октябре 1560 года первый воевода Большого полка под Юрьевым против лифляндского магистра, а после указано ему идти во Псков.
В 1561 году боярин князь Юрий Иванович Темкин-Ростовский умер в Казани, будучи там первым воеводой. Оставил после себя двух бездетных сыновей: Дмитрия и Ивана известных по родословным росписям.